# An Ancient Muse
An Ancient Muse er det syvende studiealbum fra den canadiske singer-songwriter og multiinstrumentalist Loreena McKennitt, der blev udgivet i 2006. Inspirationen til albummet kommer fra musik fra Grækenland, Tyrkiet, Mellemøsten og Fjernøsten.
Det var McKennitts første studiealbum i 9 år, efter hendes forlovede og brors død i 1998. Det har solgt over en halv million eksemplarer på verdensplan.

## Spor
Musik og tekst er skrevet af Loreena McKennitt medmindre andet er noteret.
1. "Incantation" – 2:35
2. "The Gates of Istanbul" – 6:59
3. "Caravanserai" – 7:36
4. "The English Ladye and the Knight" (tekst af Sir Walter Scott)[5] – 6:49
5. "Kecharitomene"[6] – 6:34
6. "Penelope's Song" – 4:21
7. "Sacred Shabbat" (Kâtibim arr. Loreena McKennitt)[7] – 3:59
8. "Beneath a Phrygian Sky" – 9:32
9. "Never-ending Road (Amhrán Duit)" – 5:54

Bonus tracks
1. "Raglan Road" – 6:12 – an unreleased track on a bonus disc exclusive to Barnes & Noble
2. "Beneath a Phrygian Sky (Gordian version)" – 9:25 – exclusive iTunes Store remix

## Hitlister
| Hitliste (2006)       | Højeste placering |
| --------------------- | ----------------- |
| Germany Albums Chart  | 15                |
| Spain Albums Chart    | 26                |
| Belgium Albums Chart  | 46                |
| France Albums Chart   | 41                |
| Swiss Albums Chart    | 45                |
| Austria Albums Chart  | 59                |
| Dutch Albums Chart    | 11                |
| Danish Albums Chart   | 25                |
| Canadian Albums Chart | 9                 |
| US Billboard 200      | 83                |